# Brüstungsorgel

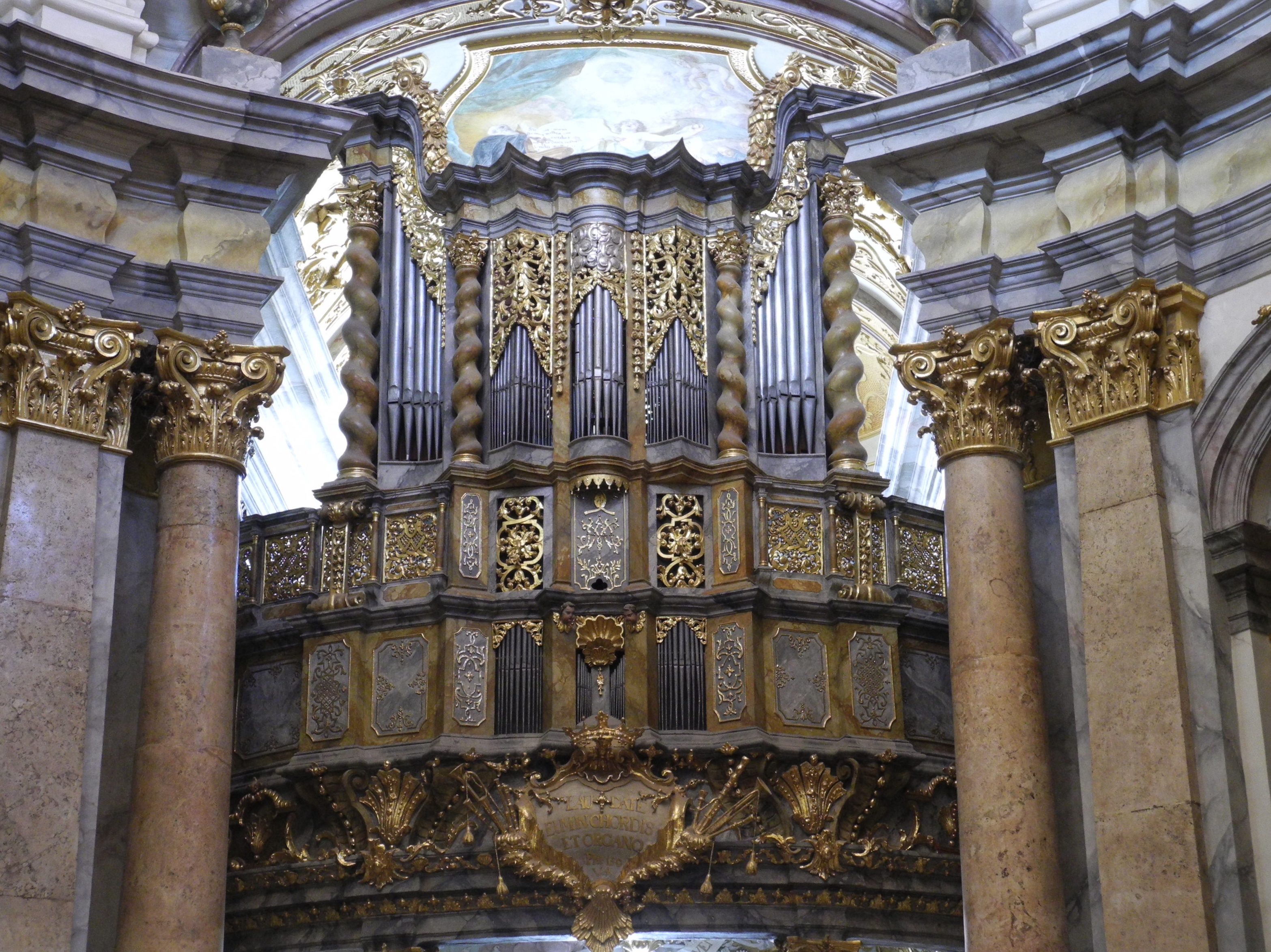
Brandenstein-Orgel der Klosterkirche des Klosters Weltenburg, ausgeführt als Brüstungsorgel

Eine Brüstungsorgel, auch Brüstungswerk oder Brüstungspositiv genannt, ist eine kleine oder mittlere selbstständige Orgel, die mit der Brüstung der Orgelempore eine Einheit bildet.

## Definition
Oft findet sich bei Orgeln ein Rückpositiv. Hierbei handelt es sich nur um Teilwerk einer Orgel und fällt daher im engeren Sinn nicht unter den Begriff Brüstungsorgel, obwohl es in manchen Regionen trotzdem landläufig so bezeichnet wird.

## Entwicklungsgeschichte und Besonderheiten
Brüstungsorgeln finden sich oft in Klosterkirchen des Barock, bei denen die Musikempore auch die Funktion des „Betchores“ beinhaltet. An diesem Platz wird das Chorgebet verrichtet. Die Orgel steht unmittelbar an der Emporenbrüstung; sie ist daher entweder „hinterspielig“, d. h. der Spieltisch befindet sich an der Rückwand der Orgel, oder „seitenspielig“, d. h. der Spieltisch befindet sich an einer Seite der Orgel, ausgeführt. Der Prospekt ist meist kunstvoll, passend zum Innenraum gestaltet. Gelegentlich wurde auch ein zweiter, etwas schlichterer Prospekt auf der Seite des Betchores ausgeführt. Die Orgel kann so eine Doppelfunktion ausfüllen.
In anderen Kirchen wurde diese Bauart auch bei sehr flachen oder auch sehr tiefen Emporen gewählt. Diese Aufstellung begünstigt immer eine gute Klangabstrahlung eines kleinen Instrumentes in den Kirchenraum.

## Nachteile
Die Sicht und der Klang eines musizierenden Ensembles zum Kirchenraum hin wird manchmal deutlich eingeschränkt. Für den Organisten ist es schwierig, bei der hinterspieligen Ausführung dem gottesdienstlichen Geschehen zu folgen. Gelegentlich gibt es kleine Schächte in Richtung Altar, um überhaupt einen Sichtkontakt zu ermöglichen. Ferner ist die Größe einer Brüstungsorgel, besonders bei einem üppigen Dispositionswunsch, durch den knapp vorhandenen Platz deutlich eingeschränkt und umfasst maximal zwei Manuale.

## Brüstungsorgeln (Auswahl)
| Ort                          | Gebäude                            | Bild | Orgelbauer                 | Jahr | Manuale | Register | Bemerkungen                                                                              |
| ---------------------------- | ---------------------------------- | ---- | -------------------------- | ---- | ------- | -------- | ---------------------------------------------------------------------------------------- |
| Blankenhagen                 | Dorfkirche Blankenhagen            |      | Arp Schnitger              | 1686 | II/p    | 12       | → Orgel der Dorfkirche Blankenhagen                                                      |
| Campen                       | Altreformierte Kirche              |      | Paul Ott                   | 1948 | I/P     | 6        | Renovierung durch Bartelt Immer (1995/1996)                                              |
| Eenum in Eemsdelta           | Dorfkirche Eenum                   |      | Arp Schnitger              | 1704 | I/p     | 10       | → Orgel der Dorpskerk Eenum                                                              |
| Kloster Frauenzell           | Klosterkirche in Frauenzell        |      | Armin Ziegltrum            | 2004 | II/P    | 15       | hinter Prospekt von Johann Konrad Brandenstein (1752)                                    |
| Pesch in Korschenbroich      | St. Marien                         |      | Romanus Seifert & Sohn     | 2003 | II/P    | 14       |                                                                                          |
| Regensburg                   | Klosterkirche Heilig-Kreuz         |      | Georg Jann                 | 1978 | II/P    | 17       | Im Gehäuse von Siemann, verborgen seitlich hinter dem Chorgitter im Nonnenchor eingebaut |
| Vals                         | Wallfahrtskapelle St. Maria        |      | unbekannt                  | 1766 | I       | 3        |                                                                                          |
| Weltenburg                   | Klosterkirche Weltenburg           |      | Johann Konrad Brandenstein | 1728 | I/P     | 13       | mehrfach umgebaut, 1992/1993 von Georg Jann restauriert                                  |
| Wien                         | Rochuskapelle                      |      | Joseph Effinger            | 1794 | I/P     | 9        |                                                                                          |
| Deutschlandsberg, Steiermark | Pfarrkirche St. Oswald in Freiland |      | Friedrich Werner           | 1879 | I/P     | 6        | noch im Originalzustand, Renovierung 2022 eingeleitet                                    |